# Charles Baudet
Pour les articles homonymes, voir Baudet.
Charles Baudet, né le 16 janvier 1852 à Caulnes (Côtes-du-Nord) et mort le 20 mars 1933 à Caulnes, est un homme politique français.

## Biographie
Après des études de droit et de médecine, il s'installe Médecin à Caulnes, il est conseiller municipal en 1878 puis maire de Caulnes de 1896 à 1933. Conseiller d'arrondissement de 1880 à 1889, il siège ensuite au conseil général de 1889 à 1930. Il en est vice président en 1910 puis président de 1919 à 1925.
Député des Côtes-du-Nord de 1903 à 1921, il siège sur les bancs radicaux. Sénateur de 1921 à 1930, il est membre du groupe de la Gauche démocratique, mais son activité parlementaire est très faible. Il ne se représente pas en 1930.

## Sources
- « Charles Baudet », dans le Dictionnaire des parlementaires français (1889-1940), sous la direction de Jean Jolly, PUF, 1960 [détail de l’édition]